# Jean de Cornouailles
Jean de Cornouailles (en latin Johannes Cornubiensis ou Johannes de Sancto Germano) vécut aux alentours de 1176. Il est l'auteur d'un traité contre la doctrine d'Abélard, "Eulogium ad Alexandrum Papam III, quod Christus sit aliquis homo". On ne sait pratiquement rien de sa vie sauf les quelques faits auxquels il fait allusion par hasard dans cette œuvre. Même si certains auteurs français veulent en faire un Bas-Breton, les différentes formes de son nom indiquent avec certitude qu'il était originaire de Saint-Germain en Cornouailles. Il suivit les cours de Pierre Lombard et de Robert de Melun à l'école cathédrale de Paris, puis enseigna lui-même. De Pierre Lombard, il semble avoir pris l'opinion que cet érudit a soutenue un moment que l'humanité du Christ n'était qu'une sorte de vêtement qu'avait pris le Logos, mais il abandonna cette doctrine, qui fut condamnée au concile de Tours réuni par Alexandre III en 1163, et défendit l'enseignement orthodoxe. Pour appuyer ce dernier il écrivit le Eulogium, mais plusieurs années après le concile, puisque la préface parle de Guillaume, ancien archevêque de Sens, en l'appelant archevêque de Reims, ce qui prouve qu'elle n'a pu être écrite avant 1176, année de la traduction. L'ouvrage a été publié pour la première fois par Martène dans le Thesaurus novus anecdotum (Paris, 1717), et il est reproduit dans Migne, P.L., CXCIX. C'est le seul travail qui est certainement de lui. La Apologia de Christi Incarnatione, généralement attribuée à Hugues de Saint-Victor, a été attribué à Jean sans raisons suffisantes ; c'est aussi le cas d'un traité Summa qualiter fiat Sacramentum Altaris per virtutem sanctae crucis et de septem canonibus vel ordinibus Missae (Migne, P.L. CLXXVII). On trouve au Magdalen College, à Oxford, un Commentarius in Aristotelis libros duo analyticorum posteriorum, qui est peut-être de lui, et les hexamètres en latin Merlini prophetia cum expositione, écrits à la demande de l'évêque Warelwast d'Exeter, lui ont été attribués en raison des références aux Cornouailles qu'il contient. On ne sait rien de sa mort, et il ne peut être identifié avec un autre Jean de Cornouailles qui fut archidiacre de Worcester en 1197.

## Source
- (en) Cet article est partiellement ou en totalité issu d’une traduction de l’article en anglais de la Catholic Encyclopedia intitulé « John of Cornwall » (domaine public).